# شاه چارلز (فیلم)
شاه چارلز (انگلیسی: King Charles)، فیلم درام تاریخی صامت به کارگردانی ویلفرد نوی، بر اساس رمان اوینگدین گرانج اثر ویلیام هاریسون اینس‌ورس، و محصول ۱۹۱۳ بریتانیا است. در پی شکست ارتشش در نبرد ووستر، چارلز دوم موفق به فرار به اروپای قاره‌ای می‌شود.